# Királykafélék
A királykafélék (Regulidae) a madarak osztályának verébalakúak (Passeriformes) rendjébe tartozó család. 1 nem és 6 faj tartozik a családba.
Latin és magyar nevüket onnan kapták, hogy fejükön lévő folt úgy néz ki, mintha korona lenne rajtuk.

## Rendszerezés
A családhoz az alábbi nem és fajok tartoznak
- Regulus (Cuvier, 1800) – 7 faj
  - alaszkai királyka (Regulus calendula)
  - sárgafejű királyka (Regulus regulus)
  - kanári-szigeteki királyka (Regulus teneriffae)
  - madeirai királyka (Regulus madeirensis) – régebben a tüzesfejű királyka alfajaként sorolták be
  - tajvani tüzesfejű-királyka (Regulus goodfellowi)
  - tüzesfejű királyka (Regulus ignicapillus)
  - kanadai királyka (Regulus satrapa)

|  |  |  |